# Unsühnbar
Unsühnbar er en tysk stumfilm fra 1917 af Georg Jacoby.

## Medvirkende
- Adele Sandrock
- Toni Zimmerer
- Johannes Müller
- Grete Diercks